# Igrzyska Imperium Brytyjskiego 1934
     państwa debiutujące
     państwa, które brały już udział w Igrzyskach

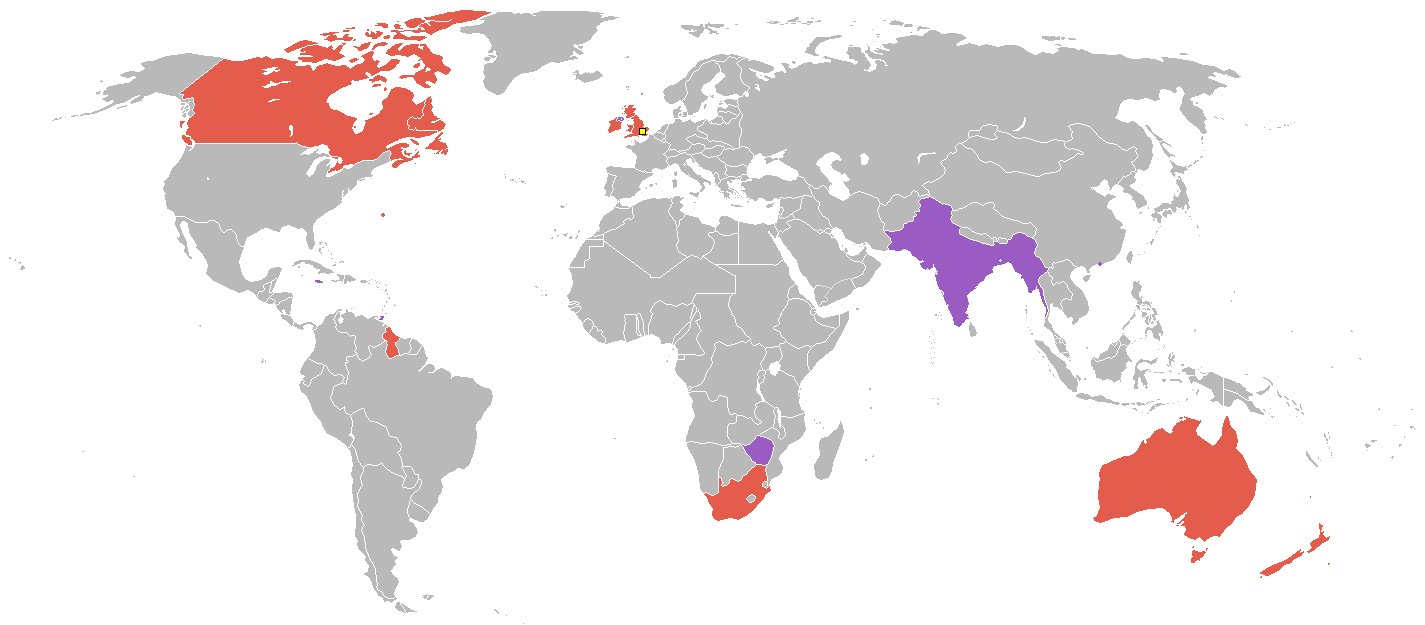
Państwa biorące udział w II Igrzyskach Imperium Brytyjskiego:
państwa debiutujące
państwa, które brały już udział w Igrzyskach

II Igrzyska Imperium Brytyjskiego w 1934 roku według pierwotnych planów miały odbyć się w Johannesburgu, jednak ze względu na kryzys polityczny w ZPA impreza została przeniesiona i ostatecznie odbyła się w Londynie. W imprezie wzięło udział około 500 sportowców z 16 reprezentacji. Podczas konkurencji pływackich padło 11 rekordów IWB, które są najlepszymi wynikami do chwili obecnej, wszystkie ze względu na fakt, że zostały wyłączone z kalendarza dzisiejszych Igrzysk. 
Podczas Igrzysk Imperium Brytyjskiego w 1934 roku po raz pierwszy złożono przysięgę, która została odczytana przez kapitana angielskich lekkoatletów, R. L. Howlanda.

## Uczestnicy igrzysk
W tej edycji igrzysk zadebiutowało pięć reprezentacji. W igrzyskach po raz ostatni wzięła udział Nowa Fundlandia, która została przyłączona do Kanady w 1947 roku. Po raz ostatni wystąpiła także reprezentacja Irlandii, która wówczas startowała pod nazwą Wolnego Państwa Irlandzkiego.
| - Anglia - Australia - Bermudy - Gujana Brytyjska | - Indie Brytyjskie - Irlandia Północna - Jamajka - Kanada | - Nowa Fundlandia - Nowa Zelandia - Rodezja Południowa - Szkocja | - Trynidad i Tobago - Walia - Wolne Państwo Irlandzkie - Związek Południowej Afryki |

## Dyscypliny i wyniki
W kalendarzu Igrzysk znalazło się sześć dyscyplin sportowych. Były to: boks, bowls, kolarstwo, lekkoatletyka, sporty wodne oraz zapasy. W tej edycji zawodów, w porównaniu z poprzednią, nie rozgrywano regat wioślarskich.
| - Boks - Bowls | - Kolarstwo - Lekkoatletyka | - Sporty wodne - Zapasy |

Klasyfikacja medalowa
| Miejsce | Kraj                       |    |    |    | Razem |
| 1.      | Anglia                     | 29 | 19 | 24 | 72    |
| 2.      | Kanada                     | 15 | 25 | 9  | 49    |
| 3.      | Australia                  | 8  | 4  | 2  | 14    |
| 4.      | Związek Południowej Afryki | 7  | 9  | 5  | 21    |
| 5.      | Szkocja                    | 5  | 4  | 16 | 25    |
| 6.      | Nowa Zelandia              | 1  | 0  | 2  | 3     |
| 7.      | Gujana Brytyjska           | 1  | 0  | 0  | 1     |
| 8.      | Walia                      | 0  | 3  | 3  | 6     |
| 9.      | Irlandia Północna          | 0  | 1  | 2  | 3     |
| 10.     | Jamajka                    | 0  | 1  | 1  | 2     |
| 11.     | Rodezja Południowa         | 0  | 0  | 2  | 2     |
| 12.     | Indie Brytyjskie           | 0  | 0  | 1  | 1     |